# DR 1589a/b bis 1645a/b
Die elT 1589a/b bis elT 1645a/b waren Triebzüge der Deutschen Reichsbahn für den Oberleitungsbetrieb mit Wechselstrom für die seit 1907 elektrisch betriebene Hamburg-Altonaer Stadt- und Vorortbahn.

## Konstruktion
In den Jahren 1924, 1927 und 1932 erfolgte in der Regie der Deutschen Reichsbahn die Lieferung von 57 Zweiwagentriebzügen mit der Achsfolge Bo’2’2’. Sie hatten jeweils ein zweiachsiges Trieb- und zwei Laufdrehgestelle. Das mittlere dieser drei Drehgestelle war ein Jakobs-Drehgestell, auf das sich gemeinsam die beiden innenliegenden kurzgekuppelten Wagenenden stützten.
Der Wagenkasten wurde in der damals neuartigen Stahlbauweise mit Tonnendach von den Unternehmen Wismar, WUMAG und WASSEG ausgeführt, die elektrische Ausrüstung dagegen von der BBC. Der Aufbau mit beidseitigen Türen für jedes Sitzabteil war von den preußischen Abteilwagen abgeleitet. Die Sitzabteile waren in jeweils dem einen Wagen entsprechend der damaligen 2. Klasse und in dem anderen entsprechend der 3. Klasse (hölzerne Sitzbänke) ausgestattet.
Das schon 1907 verwendete Stromsystem von 6600 Volt bei einer Frequenz von 25 Hertz war von dem Versuchsbetrieb auf der Zweigbahn Schöneweide–Spindlersfeld bei Berlin zwischen 1903 und 1906 übernommen. Die Höchstgeschwindigkeit betrug 60 km/h.

## Betriebsführung
Die Fahrzeuge wurden zunächst als Altona 641 a/b ff bezeichnet, ab 1931 als 1589a/b  bis 1645a/b. Eine nach 1940 vorgesehene Umzeichnung zu ET 99 001a/b bis ET 99 052a/b in Anlehnung an die neuen Gleichstrom-Triebwagenbaureihen ET 171 (siehe unten) erfolgte jedoch nicht. Auch ein erneuter Anlauf der Umzeichnung 1950 wurde wegen der zu diesem Zeitpunkt absehbaren Stilllegung des Wechselstrombetriebes nicht mehr realisiert.

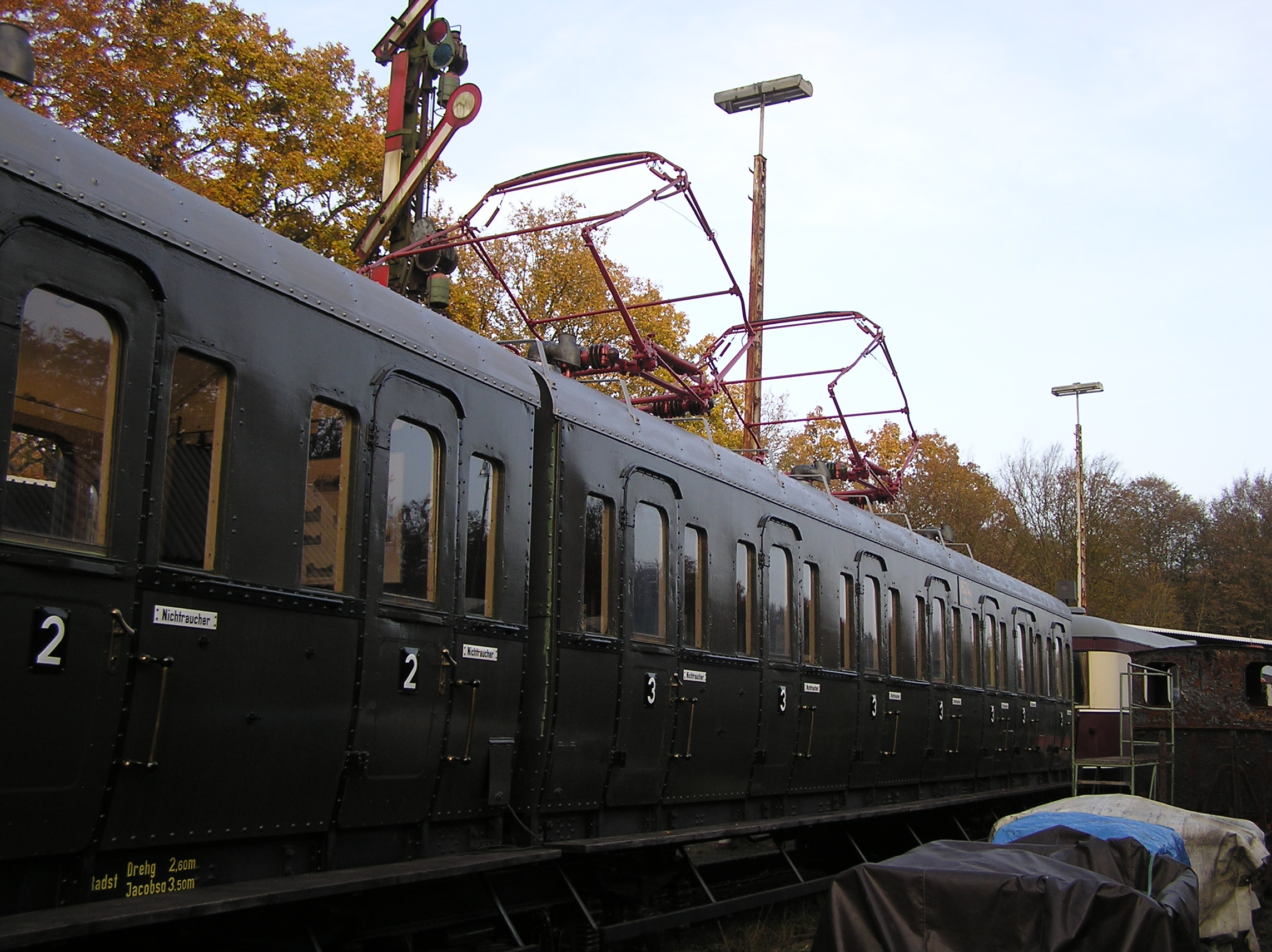
elT 1624a/b, Seitenansicht mit Stromabnehmern

Die Wechselstromtriebzüge waren sämtlich im Bahnbetriebswerk Hamburg-Ohlsdorf beheimatet.
Bei der ab 1934 als „Hamburger S-Bahn“ bezeichneten Stadt- und Vorortbahn erfolgte ab 1940 die Umstellung auf den Gleichstrom-Stromschienenbetrieb nach dem Vorbild der Berliner S-Bahn. Bedingt durch die wirtschaftlichen Einschränkungen im Zweiten Weltkrieg fuhren die Wechselstromfahrzeuge jedoch weiterhin zusammen mit den neuen ET-171-Gleichstrom-Triebwagen bei gemischter Stromversorgung mit Oberleitung und Stromschienen. 1955 wurde der Wechselstrombetrieb endgültig eingestellt. Von den Wechselstromtriebzügen wurden nur der elT 1643 und der elT 1642 für den Gleichstrombetrieb umgerüstet und zu reinen Gepäckzügen umgebaut. Die Nummerierung dieser beiden Züge war ET 174 001 und 002, sie wurden jedoch auch Ende der 1960er Jahre ausgemustert und 1967 verschrottet.

## Verbleib
Weitere Wechselstromtriebwagen wurden nach dem Ende des Wechselstrombetriebs zu Wohn- und Schlafwagen für Bauzüge umgebaut und blieben bis Mitte der 1970er Jahre im Bestand der Deutschen Bundesbahn.
Der Verein Verkehrsamateure und Museumsbahn (VVM) übernahm 1974 den zur Verschrottung abgestellten ehemaligen elT 1624a/b und zwei Jahre später den ehemaligen elT 1638a/b. Zum Jubiläum „150 Jahre Deutsche Eisenbahnen“ im Jahr 1985 wurde der elT 1624 aufgearbeitet und wieder in den Auslieferungszustand versetzt, der elT 1638 diente als Ersatzteilspender. Dieser ist 2019 unrestauriert als Lagerraum und Ersatzteilspender für die restaurierte Garnitur vorhanden. Eine Aufarbeitung ist nicht vorgesehen.
2007 wurde der elT 1624 zur Ausstellung „100 Jahre S-Bahn Hamburg“ in Ohlsdorf erneut aufwändig restauriert und zum ersten Mal seit 1985 außerhalb seines Standorts Aumühle gezeigt.